# Musée de l'aviation de Prague-Kbely
Le musée de l'aviation de Prague-Kbely (connu, sur place, sous le nom de Letecké muzeum Kbely) est un musée praguois principalement consacré à l'histoire de l'aviation militaire et civile tchécoslovaque puis tchèque.
Ce musée est situé à 8 km au nord-est du centre-ville de Prague, au sein de l'aérodrome militaire de Prague-Kbely.

## Histoire du terrain d'aviation de Kbely
Fondé en 1918, après la création de la Tchécoslovaquie indépendante, Kbely a été le premier aérodrome militaire tchécoslovaque.
Durant l'entre-deux-guerres, il fut le lieu de nombreux meetings aériens.
Le premier vol de la Czechoslovak Airlines (actuellement CSA Czech Airlines) partit de Kbely pour Bratislava en octobre 1923.
L'aérodrome de Kbely est actuellement une base de l'armée de l'air tchèque.

## Création du musée

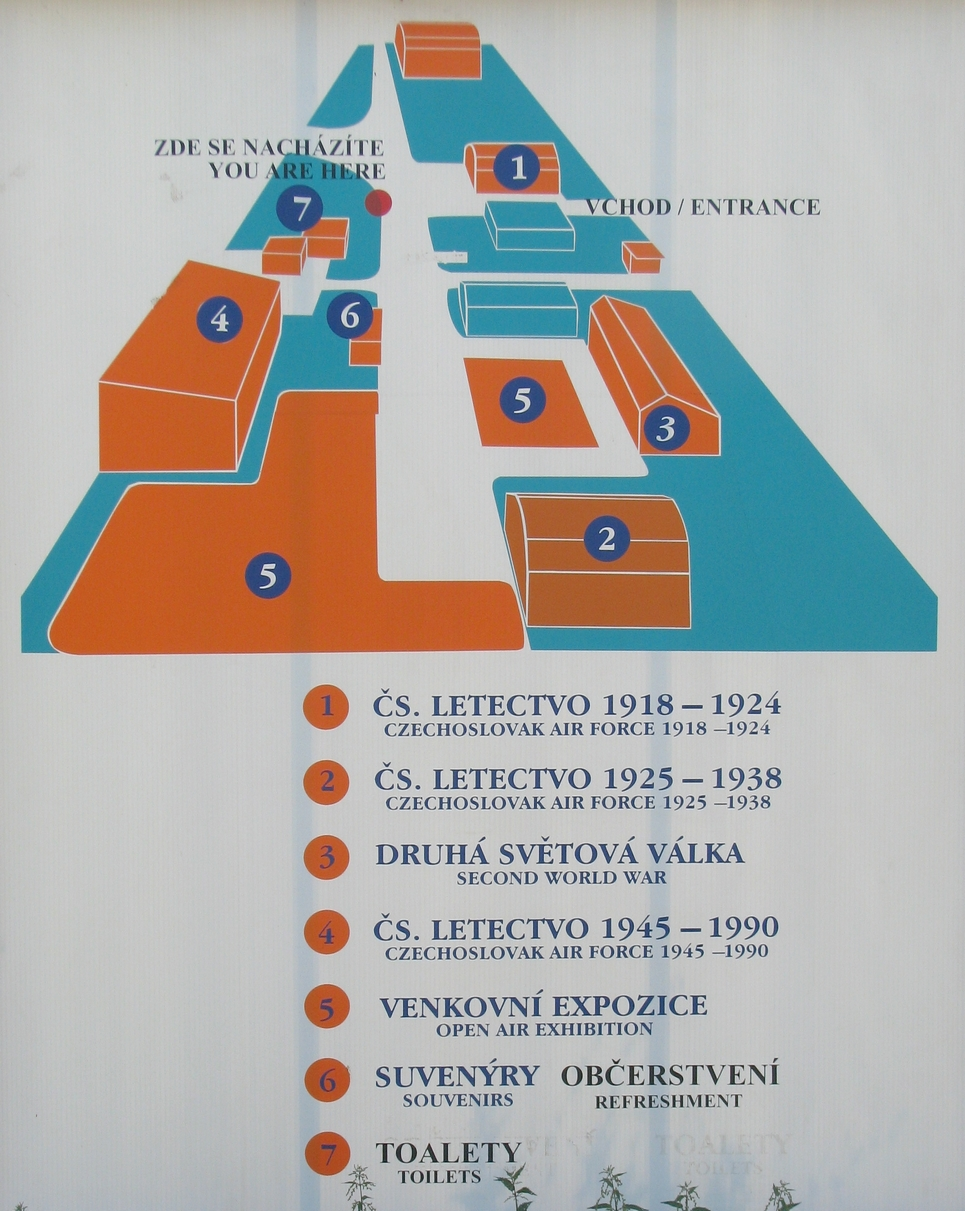
Plan du musée de l'aviation de Prague-Kbely (en 2007)

Au cours des années 1960, le musée militaire de Prague a entamé un programme ayant pour objectifs de récupérer, restaurer et préserver les avions ayant une dimension historique présents dans le pays. Initialement, un hangar unique fut affecté à la présentation de près de cinquante avions. La collection continuant à croître, d'autres hangars furent progressivement aménagés, tandis que bon nombre d'autres appareils sont simplement exposés à l'air libre.
Les collections actuellement exposées regroupent 275 appareils, exposés dans des hangars ou en plein  air.
Les quatre hangars sont consacrés aux thématiques suivantes :
- Hangar 1 : Armée de l'air tchécoslovaque, 1918–1924
- Hangar 2 : Armée de l'air tchécoslovaque, 1925–1938
- Hangar 3 : Seconde Guerre mondiale
- Hangar 4 : Armée de l'air tchécoslovaque, 1945–1990

## Les collections exposées

### Avions
Les collections étant principalement centrées sur l'histoire de l'armée de l'air nationale (tchécoslovaque puis tchèque), les avions tchèques et russes sont très largement majoritaires. Il s'agit néanmoins du seul musée au monde possédant deux exemplaires du Messerschmitt Me 262 Schwalbe. Quelques avions français, américains, anglais et suédois sont également exposés.

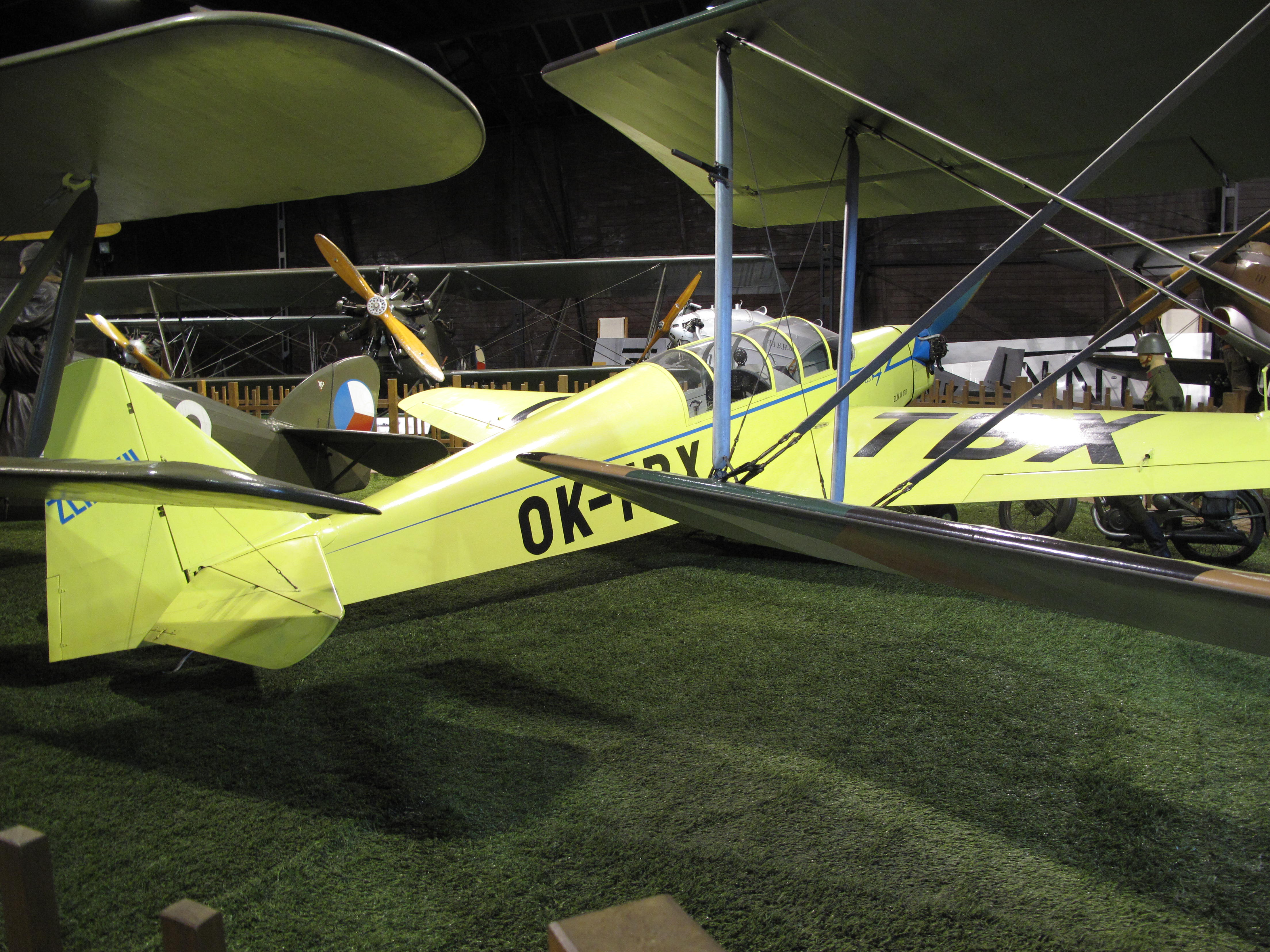
Zlín Z-XII
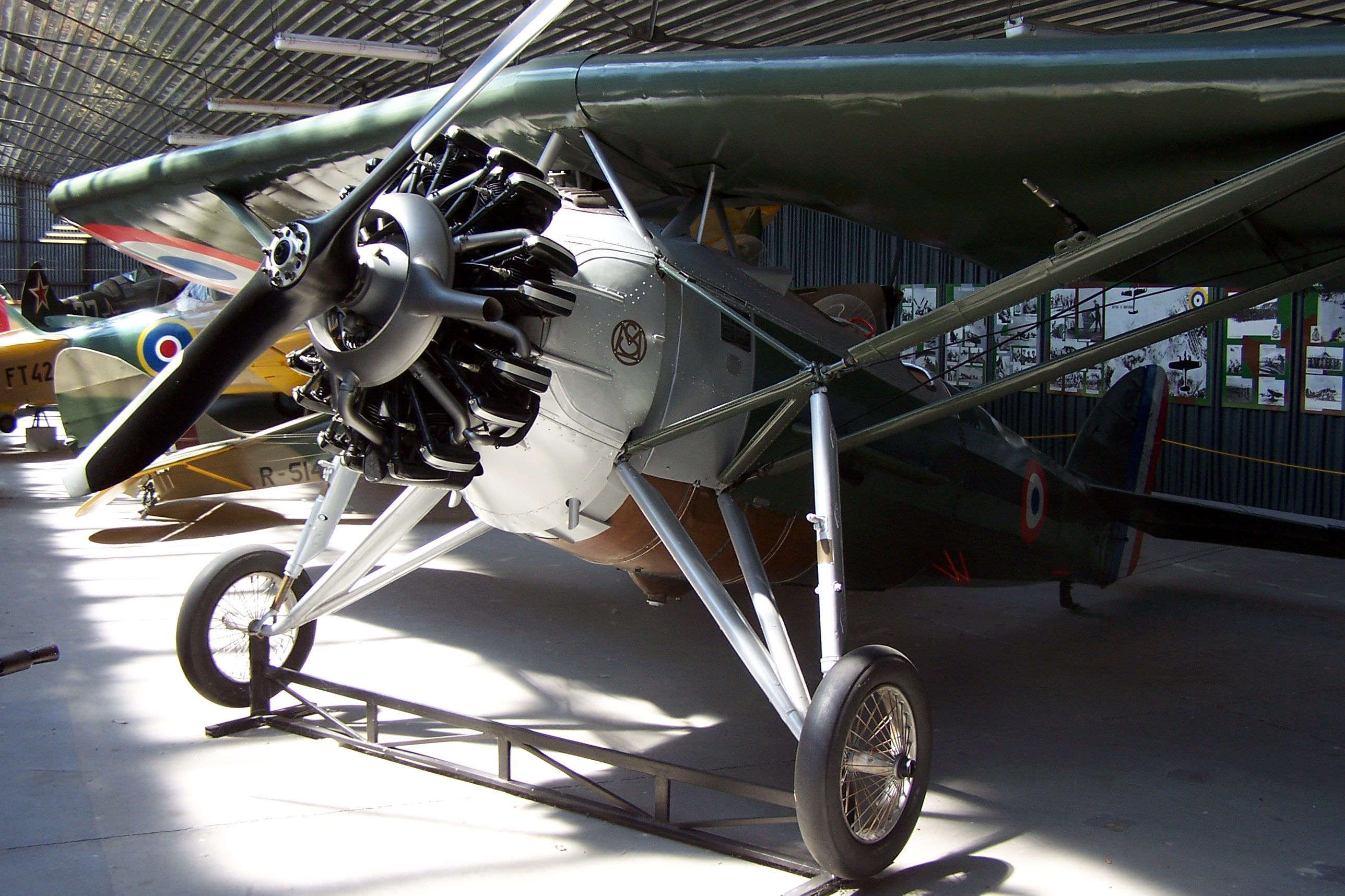
Morane-Saulnier MS.230
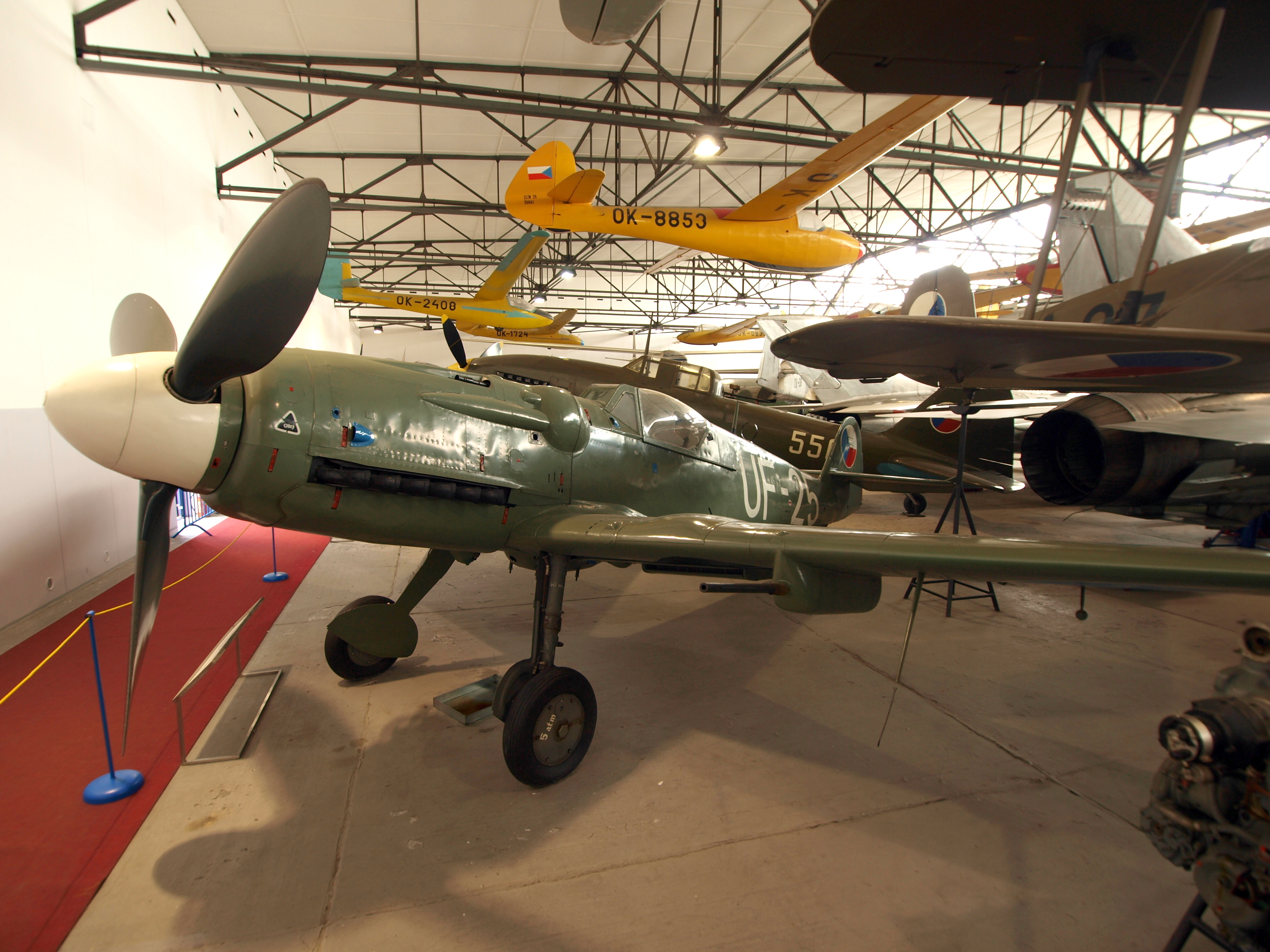
Avia S-199, version tchèque du Messerschmitt Bf 109
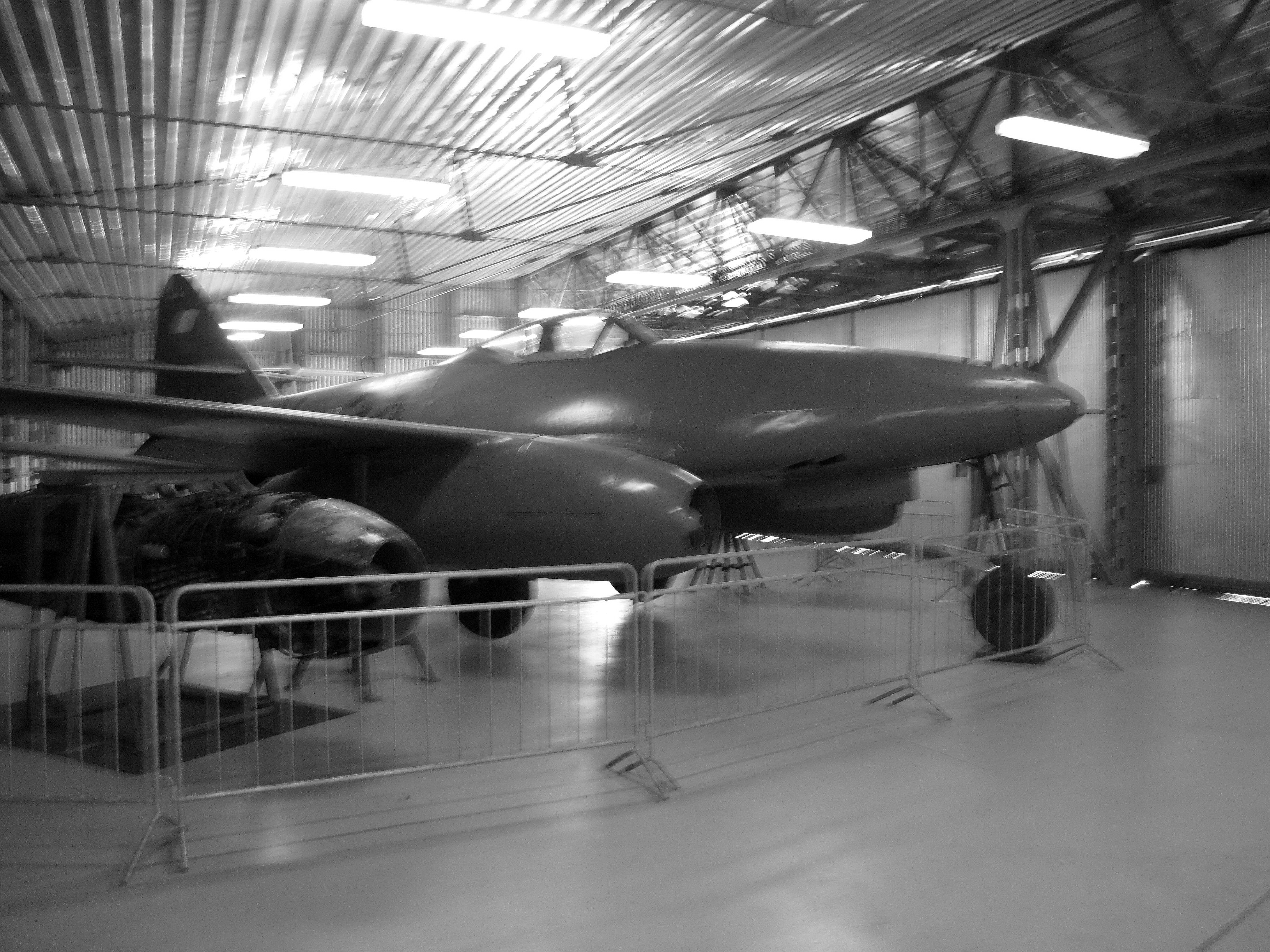
Avia S-92, c'est-à-dire Me 262 aux couleurs tchécoslovaques
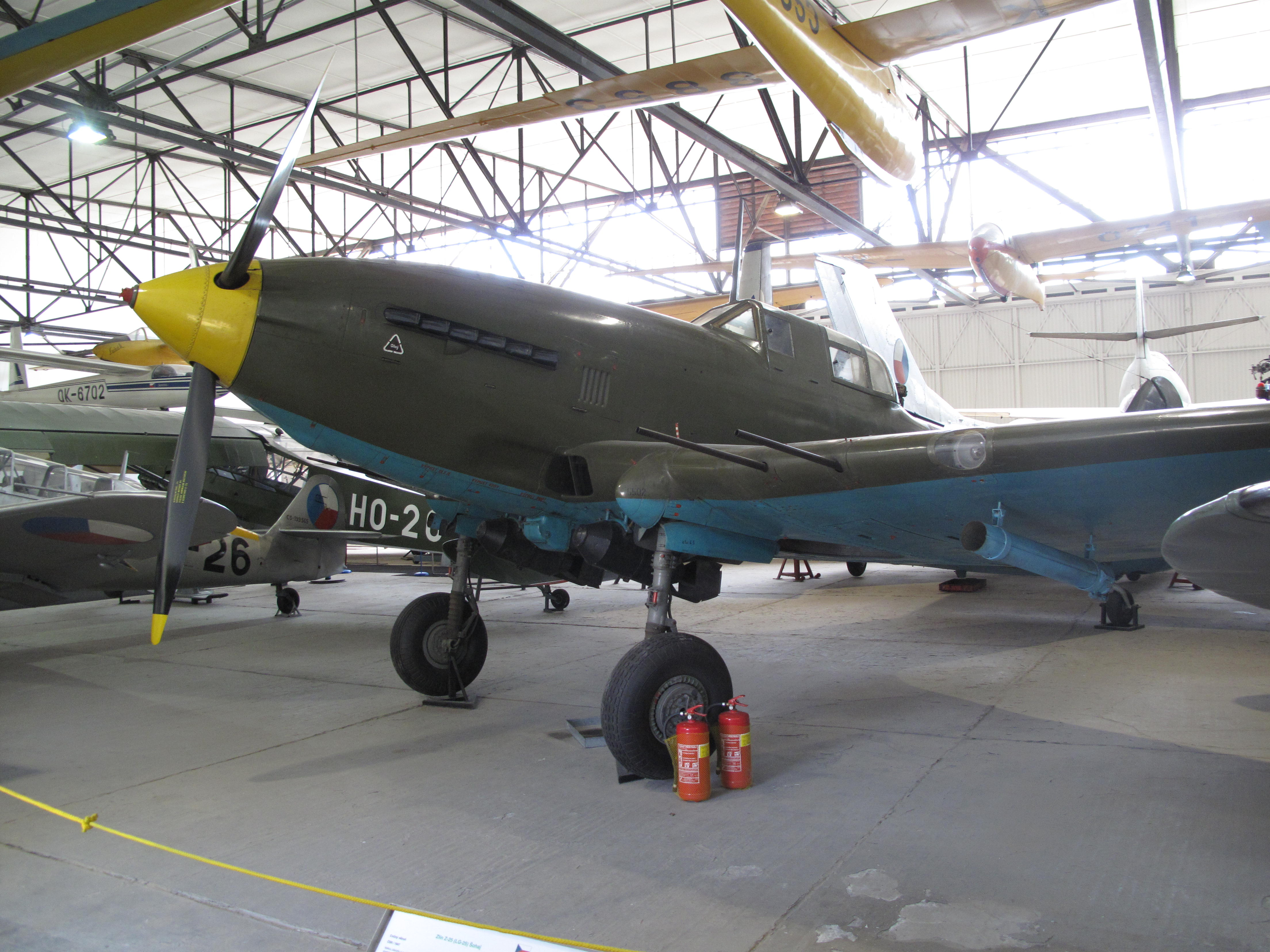
Avia B-33, version tchèque du Iliouchine Il-10
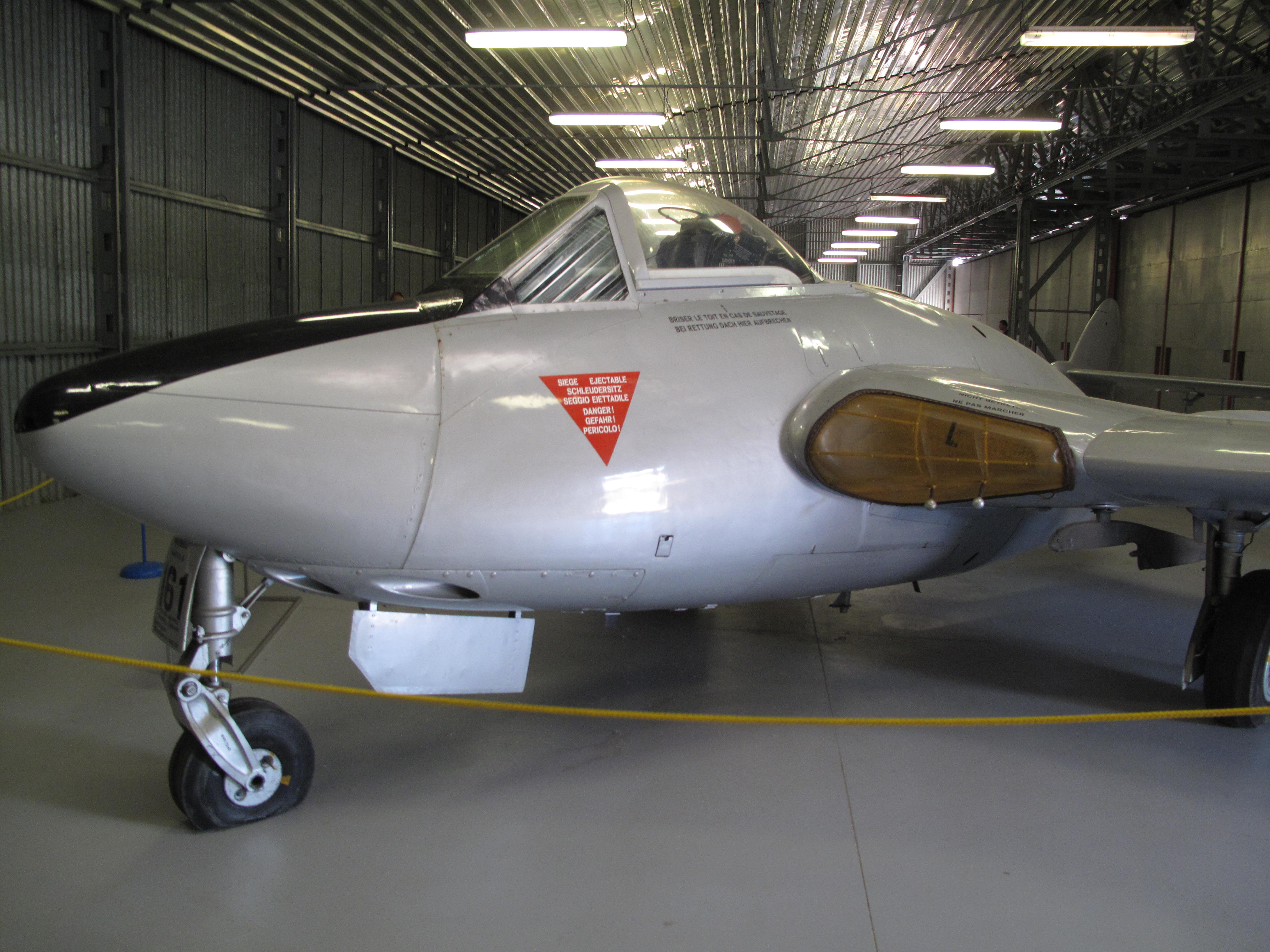
De Havilland Vampire
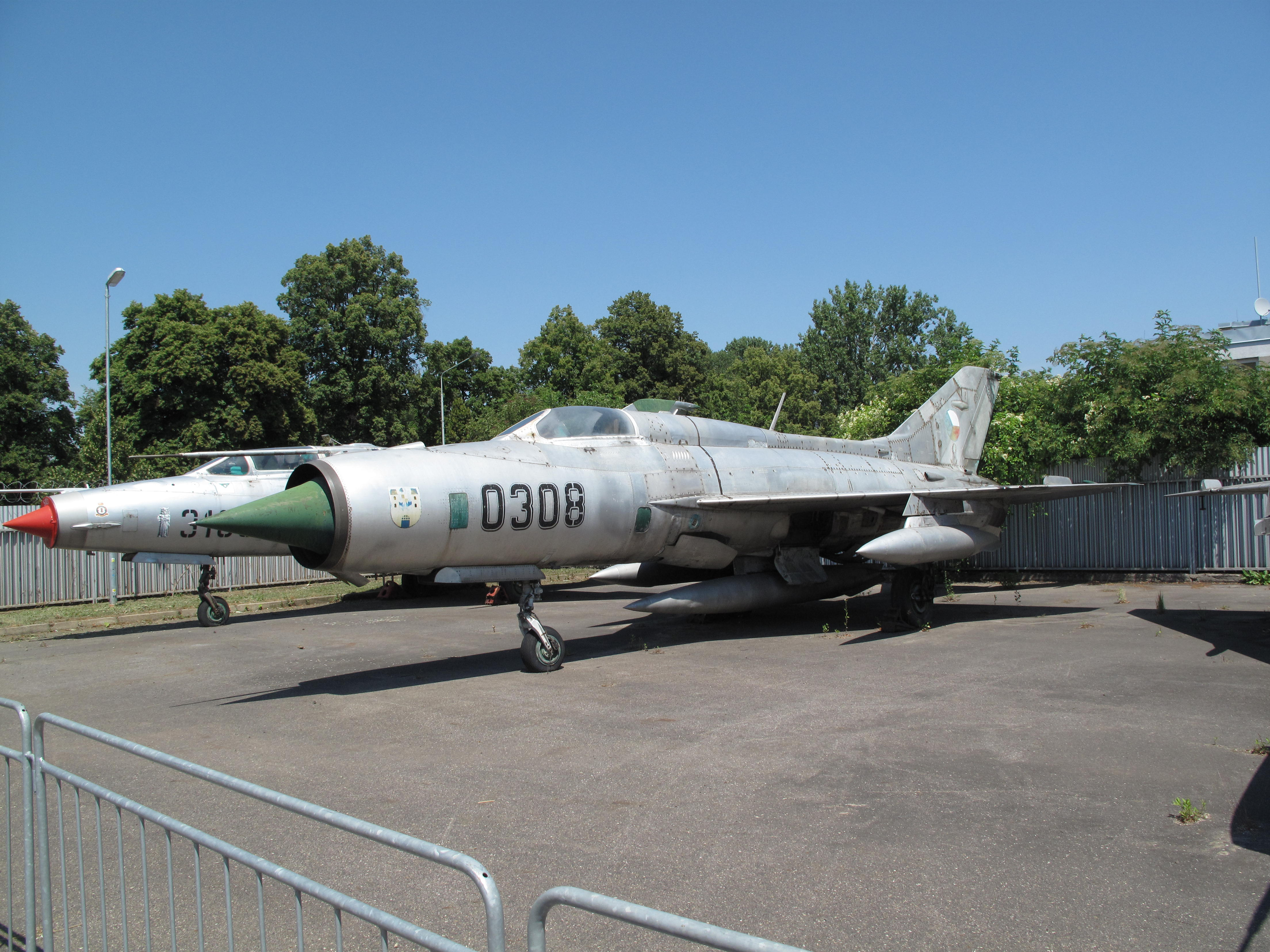
Mikoyan-Gourevitch MiG-21PF
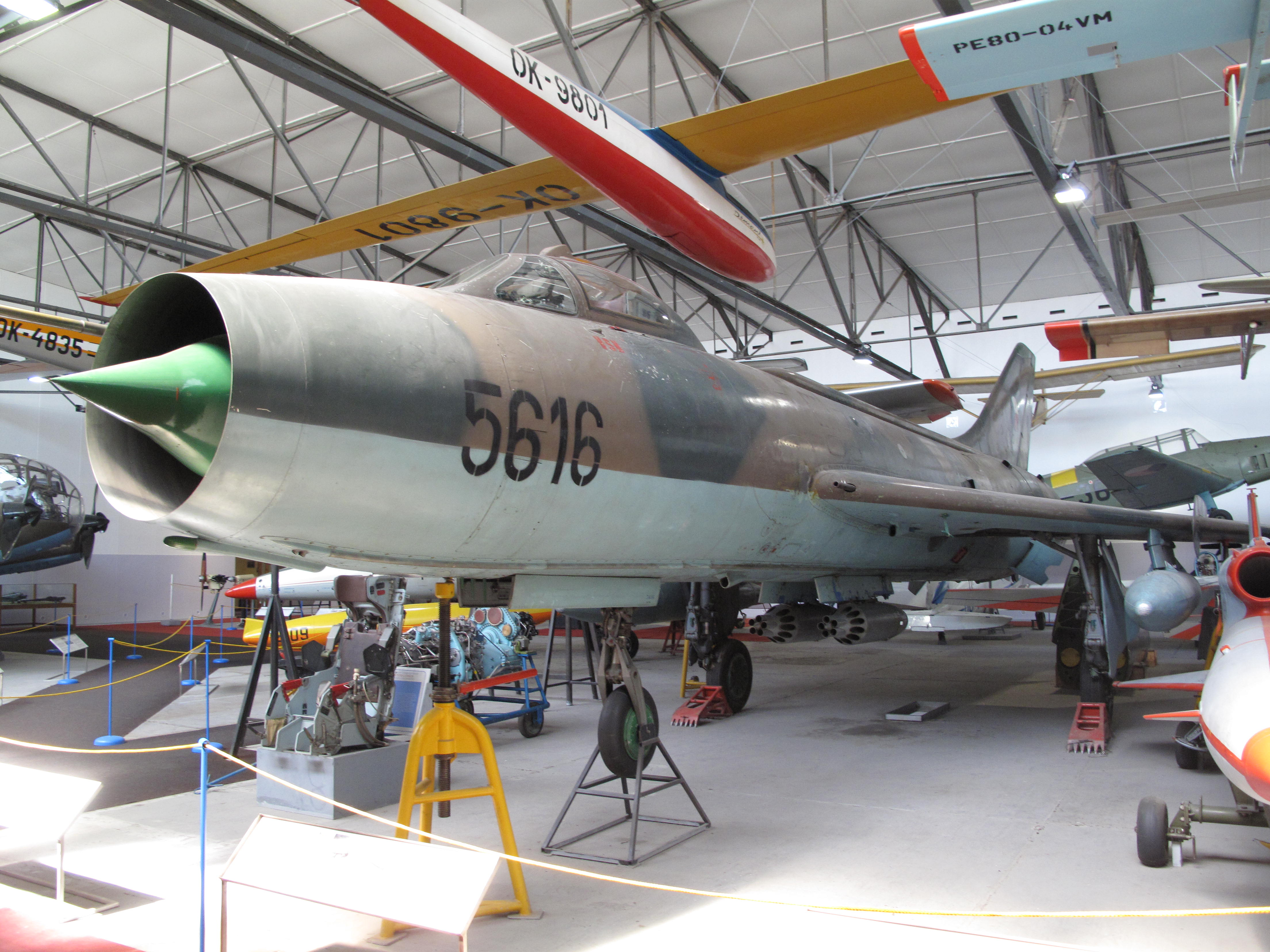
Soukhoï Su-7BM
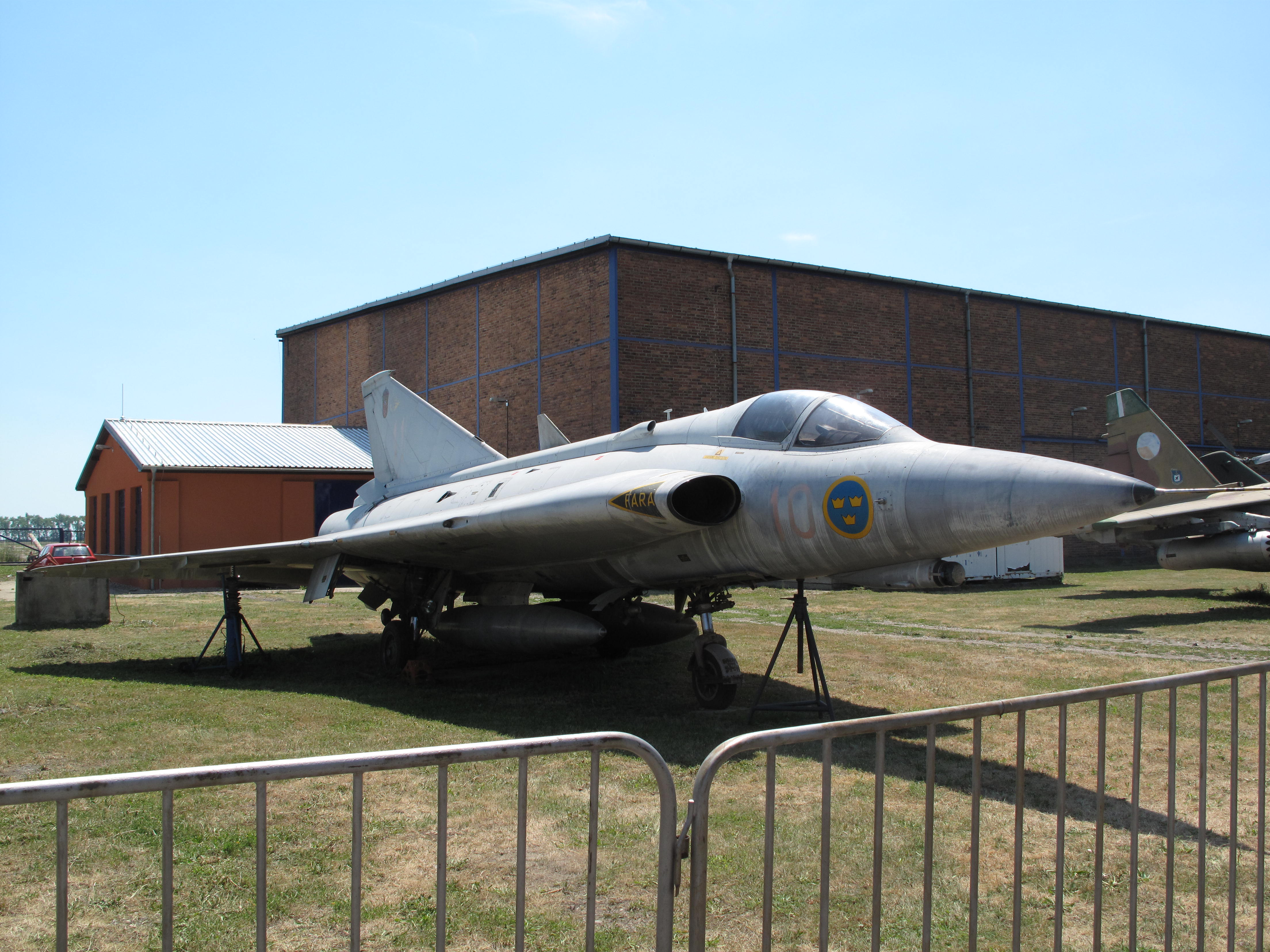
Saab 35 Draken
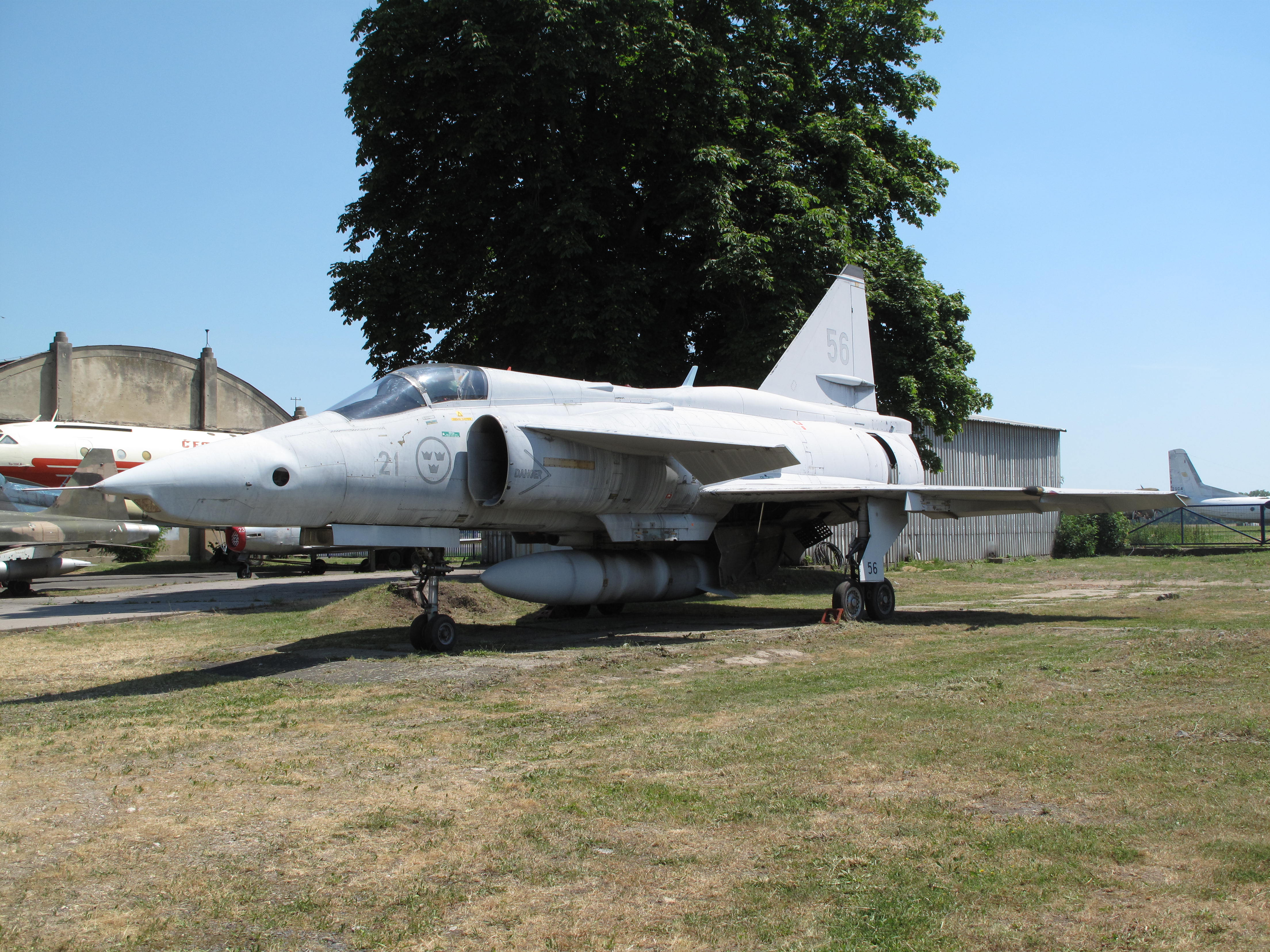
Saab 37 Viggen
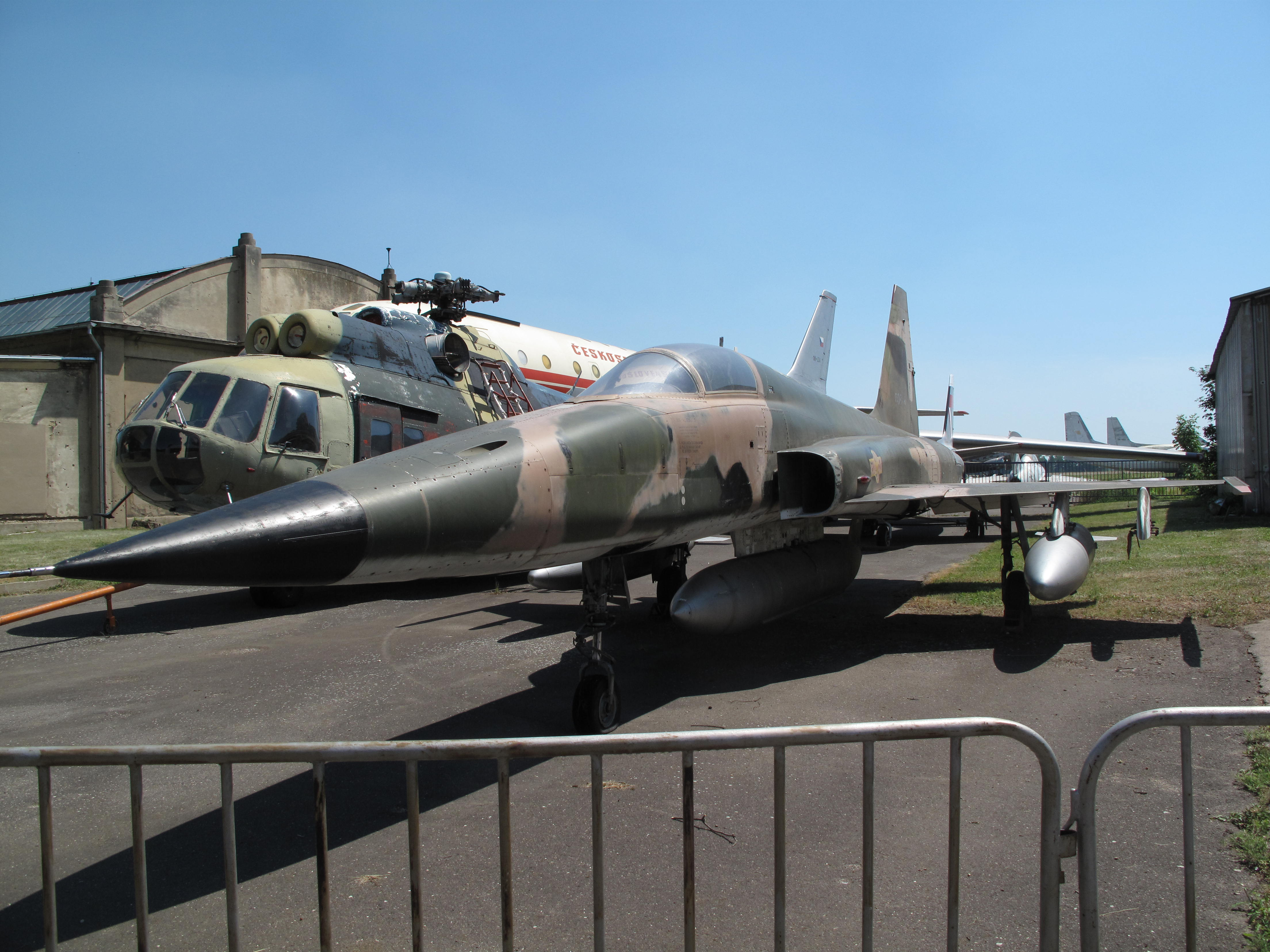
Northrop F-5E Tiger II
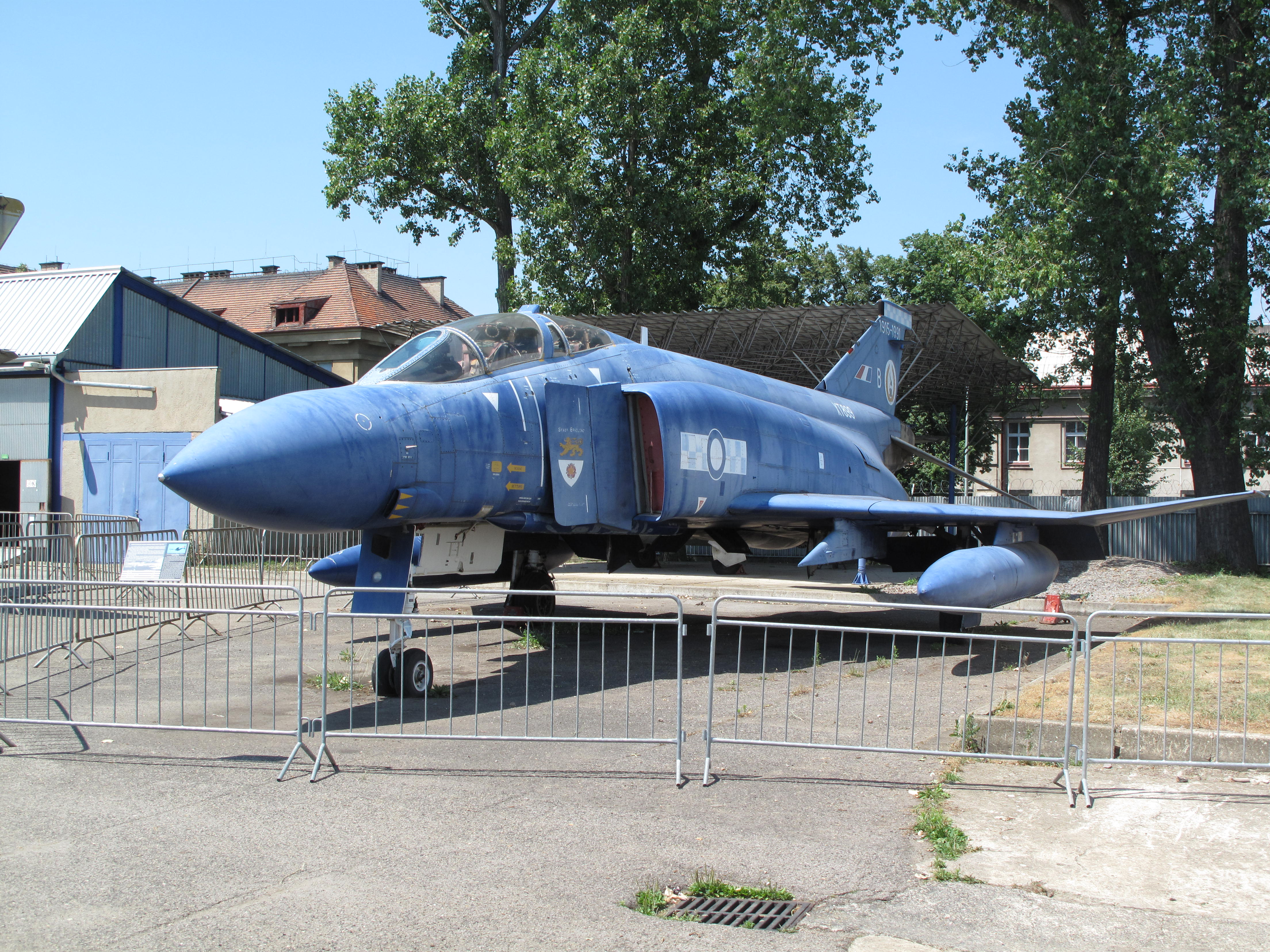
McDonnell Douglas F-4 Phantom II
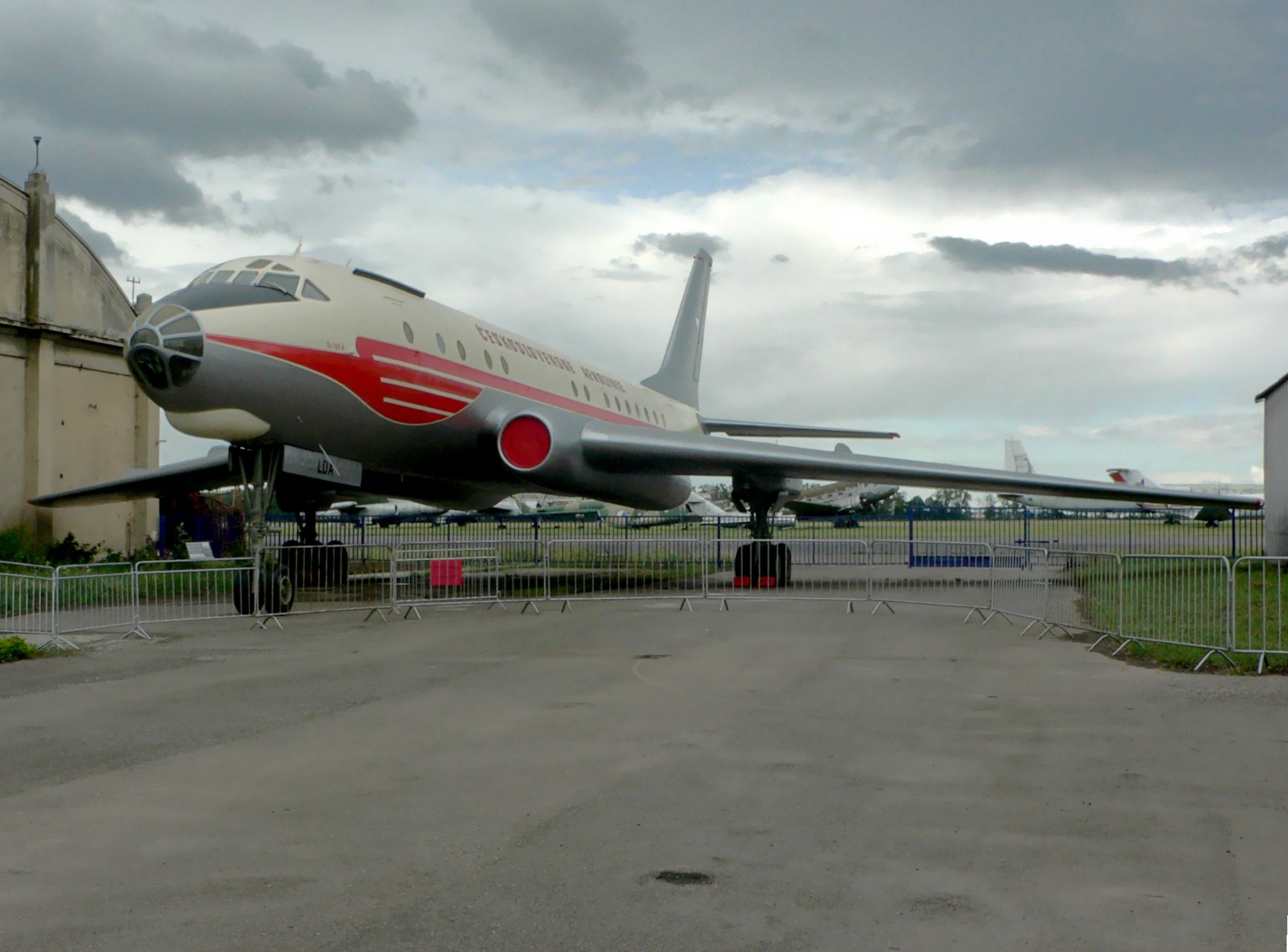
Tupolev Tu-104
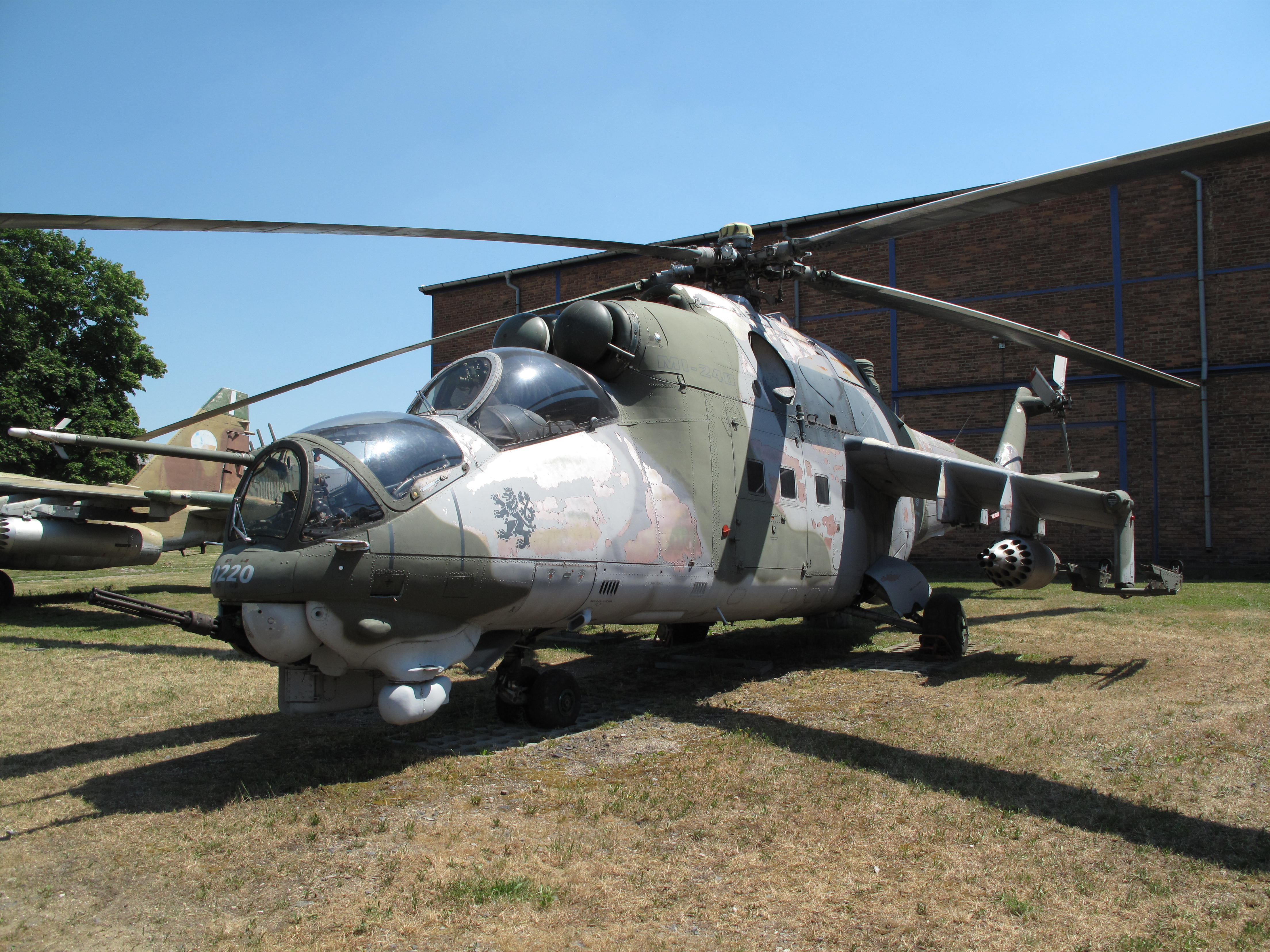
Mil Mi-24
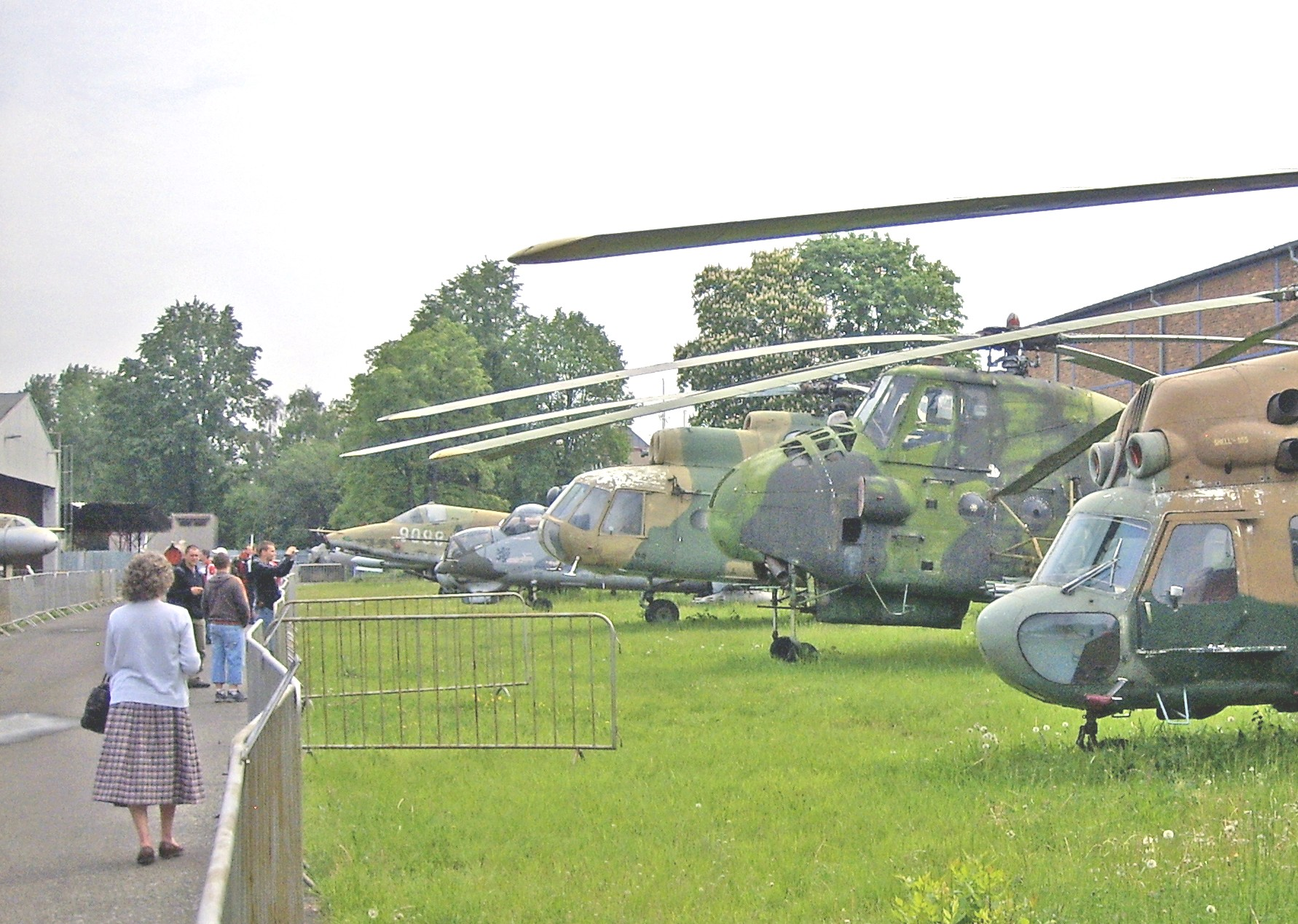
Hélicoptères exposés en plein air
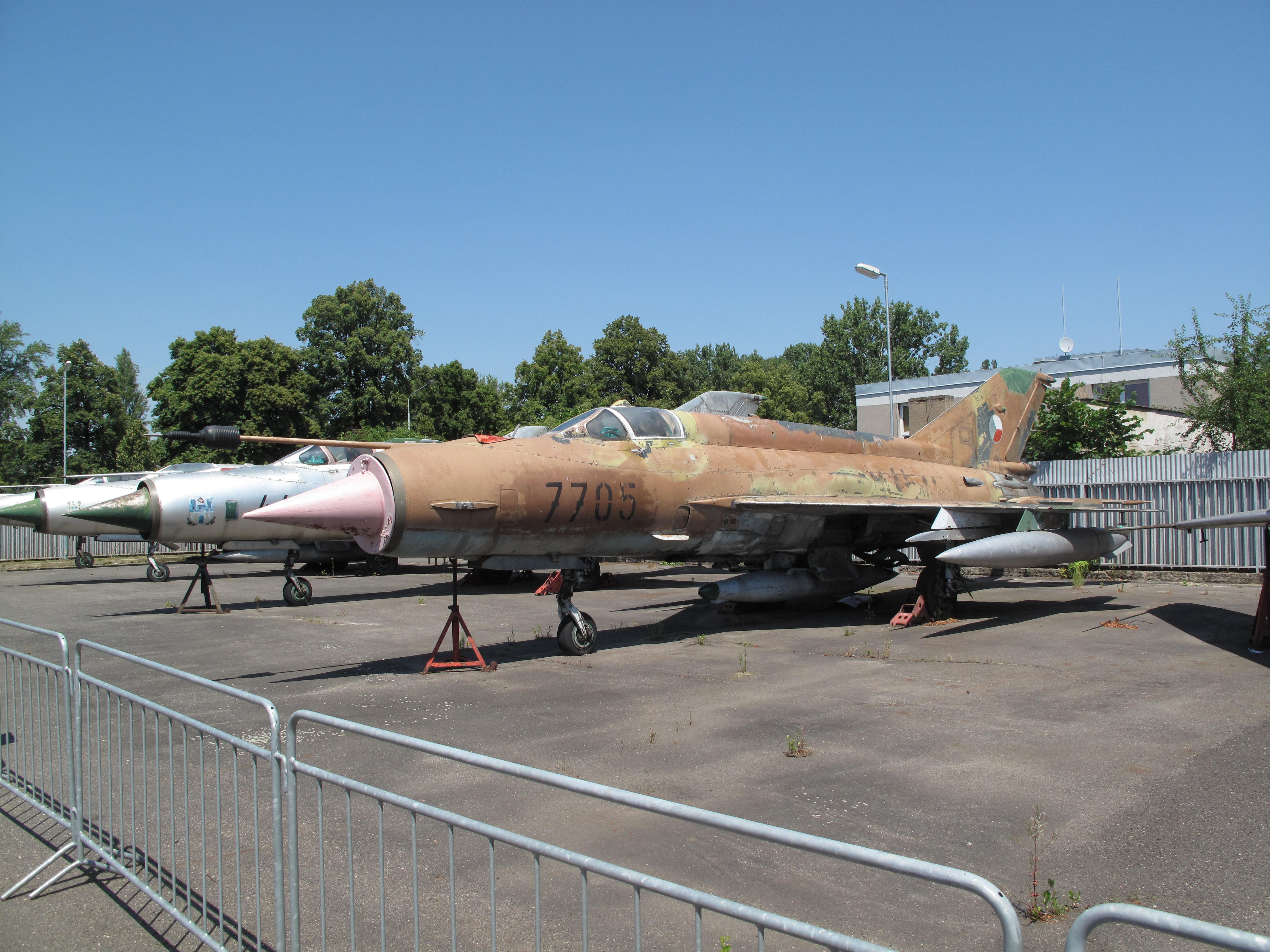
Mikoyan-Gourevitch MiG-21MF

### Autres technologies aéronautiques & conquête spatiale
Le musée contient également divers matériels liés à l'aéronautique (bombes volantes, drones, sièges éjectables...) ainsi que le module Soyouz 28 dans lequel le cosmonaute tchèque Vladimír Remek effectua sa mission en 1978.

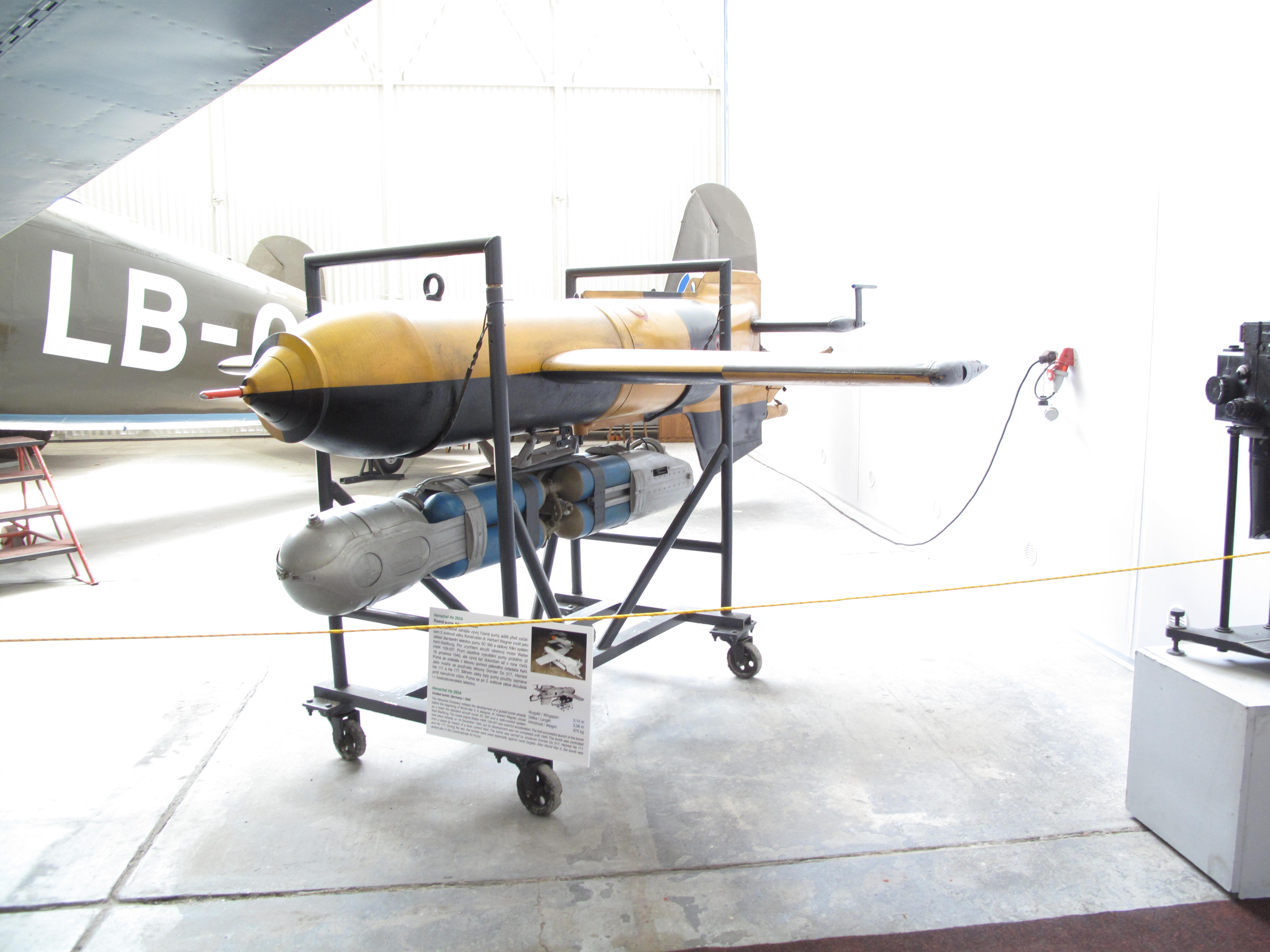
Bombe volante Henschel Hs 293 A
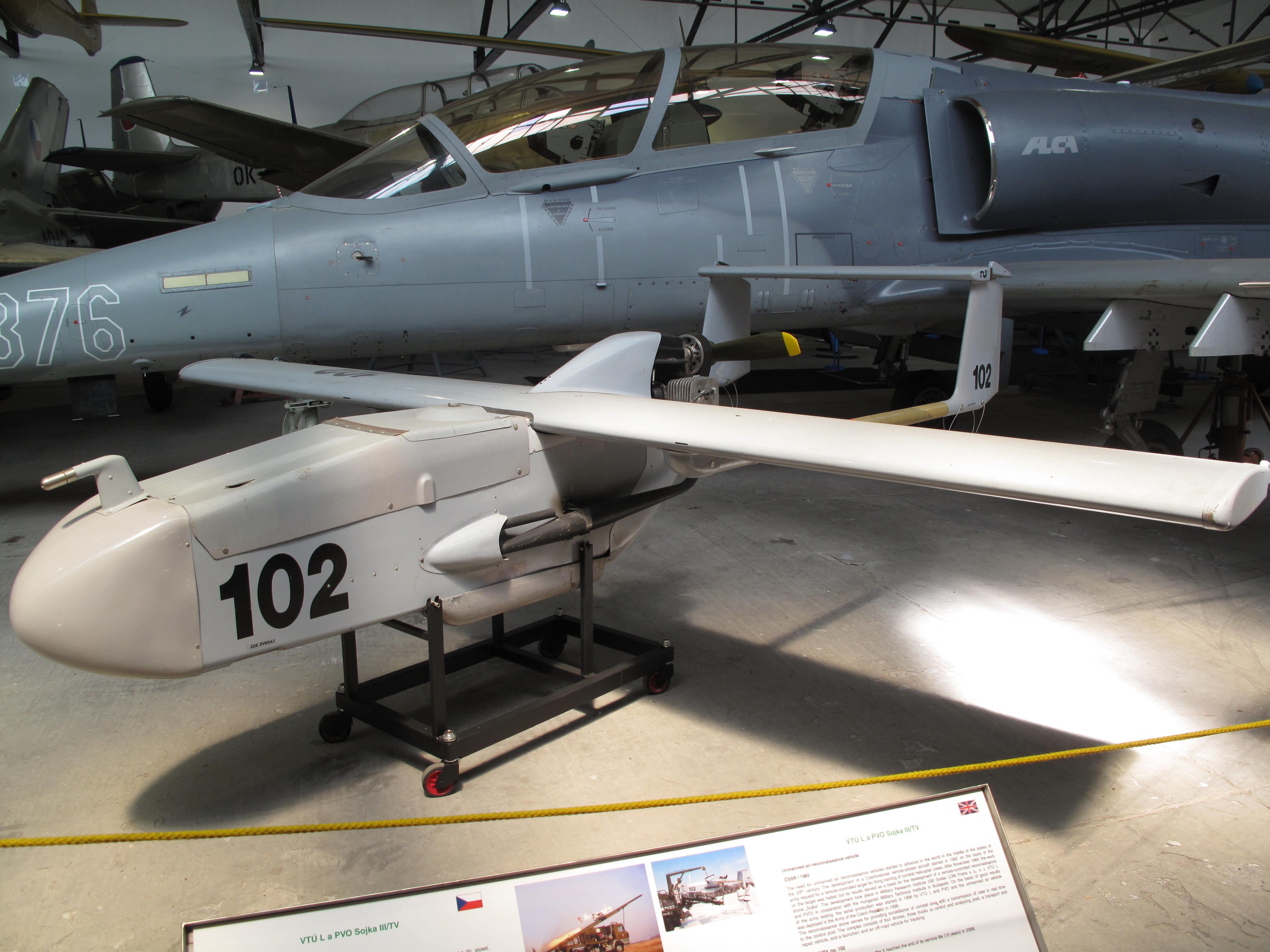
Drone Sojka III/TV
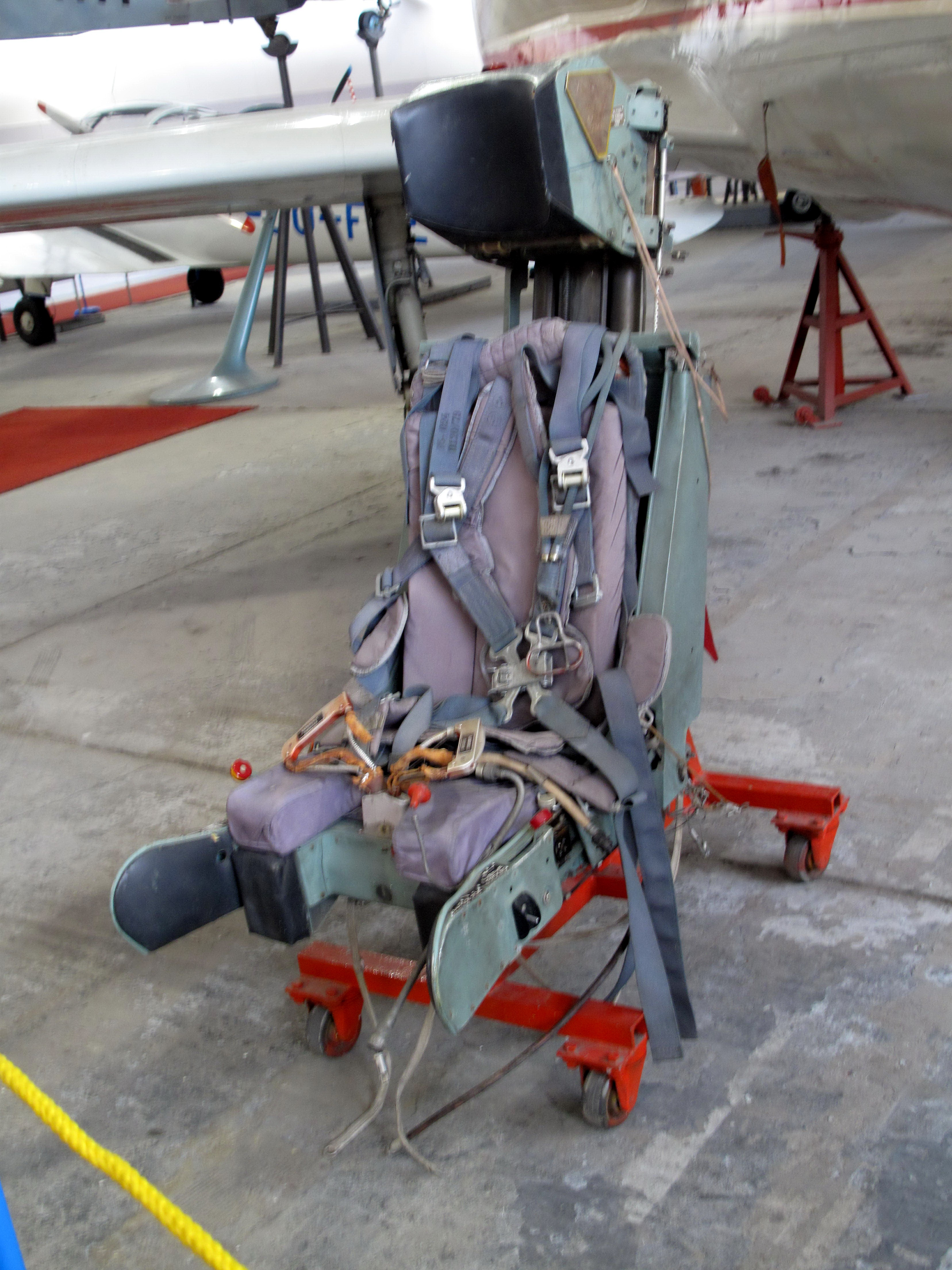
Siège éjectable
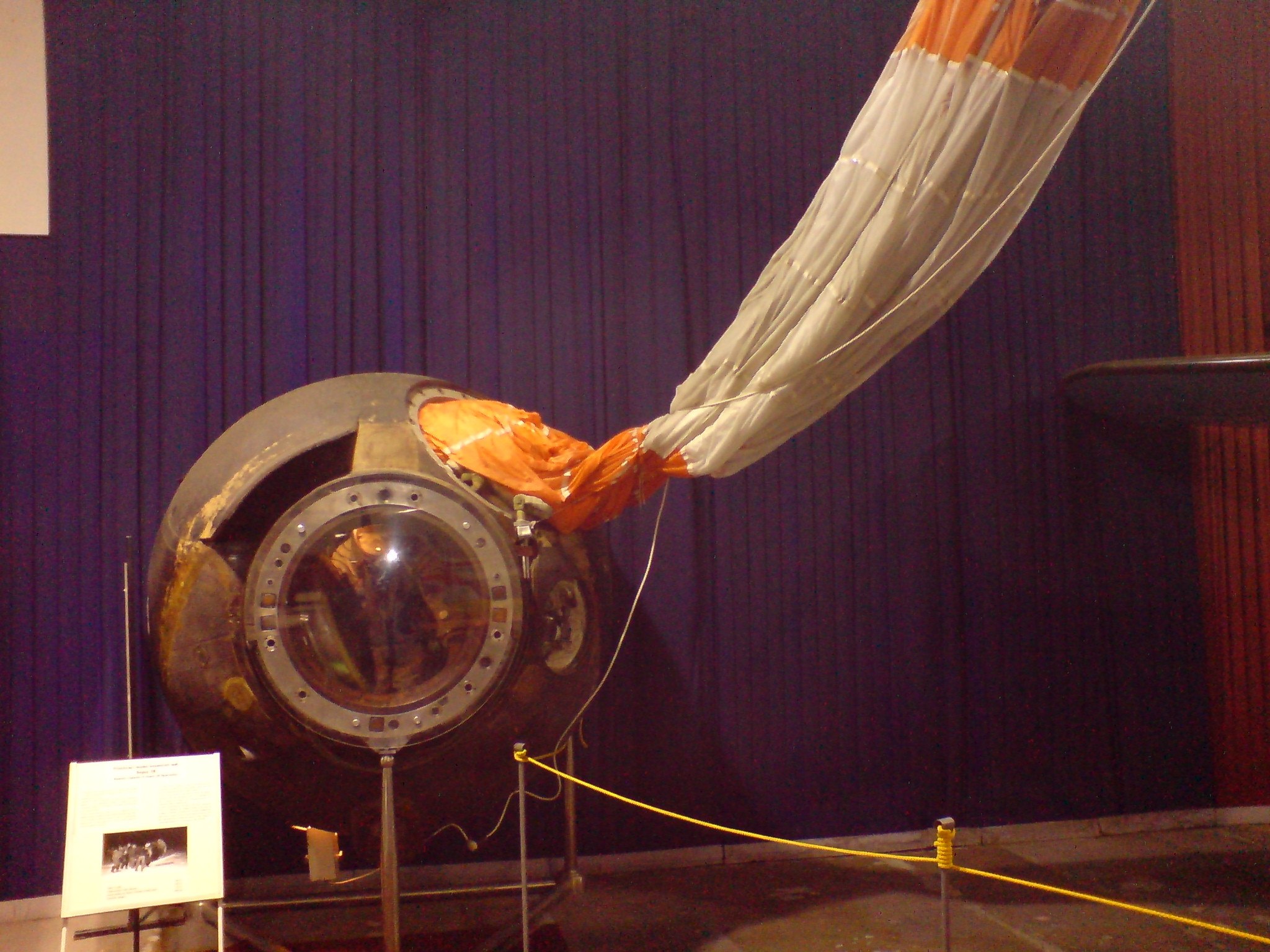
La capsule Soyouz 28

### Uniformes et matériels
Sont également exposés des uniformes, des armes individuelles et des photographies qui relatent brièvement les diverses phases ayant caractérisé l'histoire aérienne militaire tchèque :
- Les débuts, lors de la Première Guerre mondiale, sous les couleurs de l'Autriche-Hongrie
- L'entre-deux-guerres
- L'occupation nazie du terrain de Kbely
- Les pilotes tchèques ayant combattu au sein de la Royal Air Force
- La participation au pacte de Varsovie
- La période actuelle

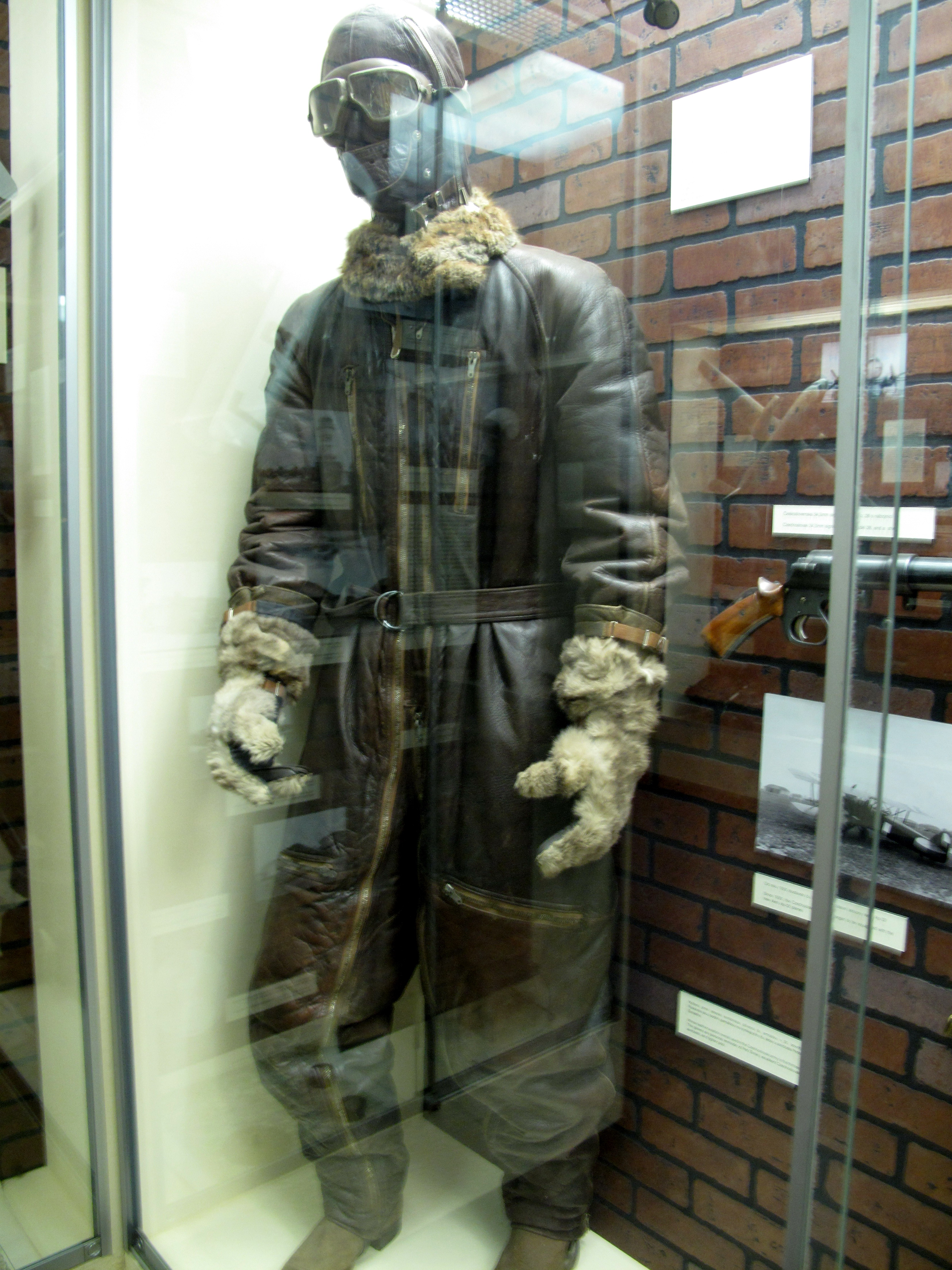
Combinaison de vol en cuir de l'entre-deux-guerres
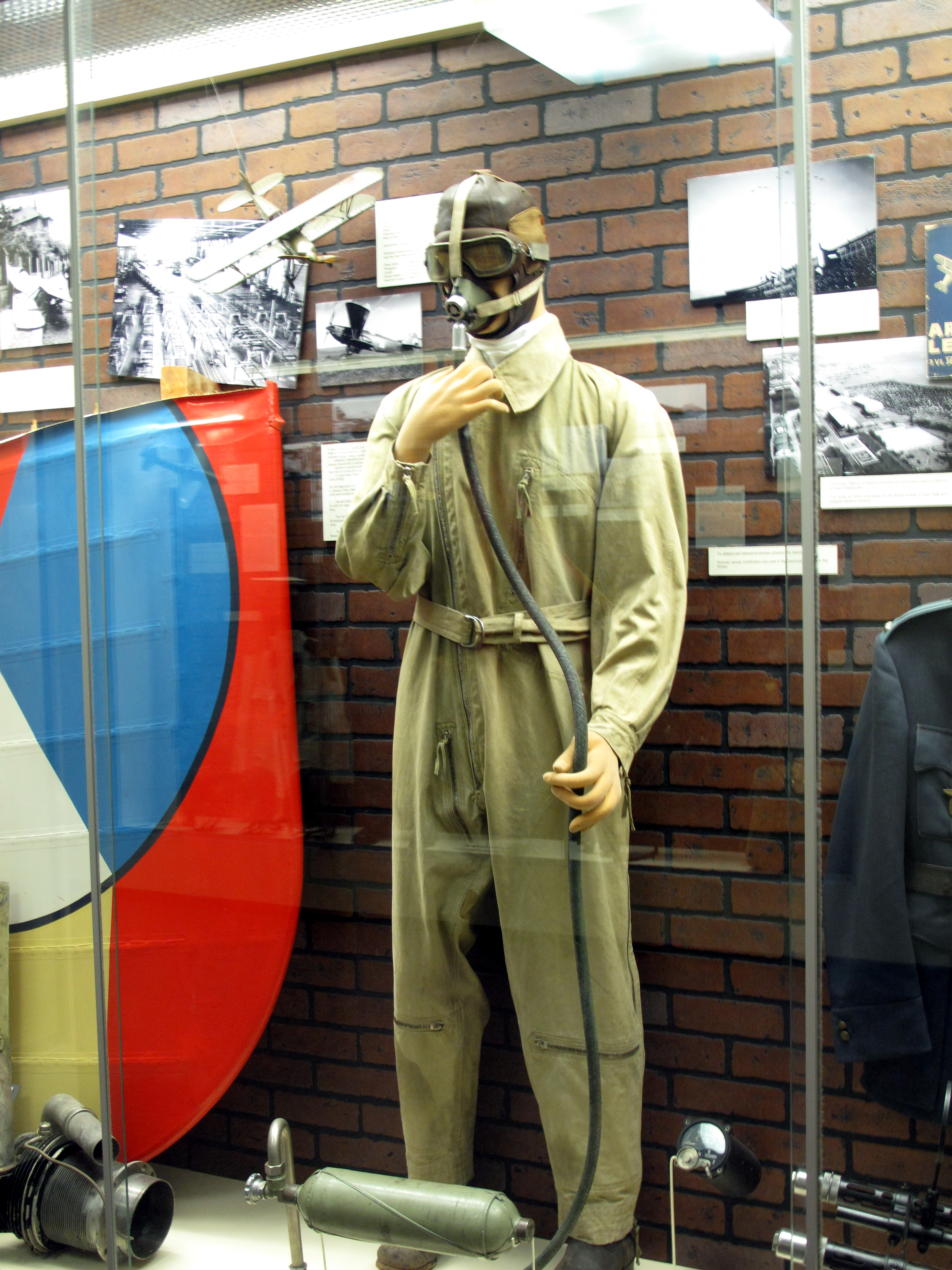
Combinaison de vol en toile de l'entre-deux-guerres
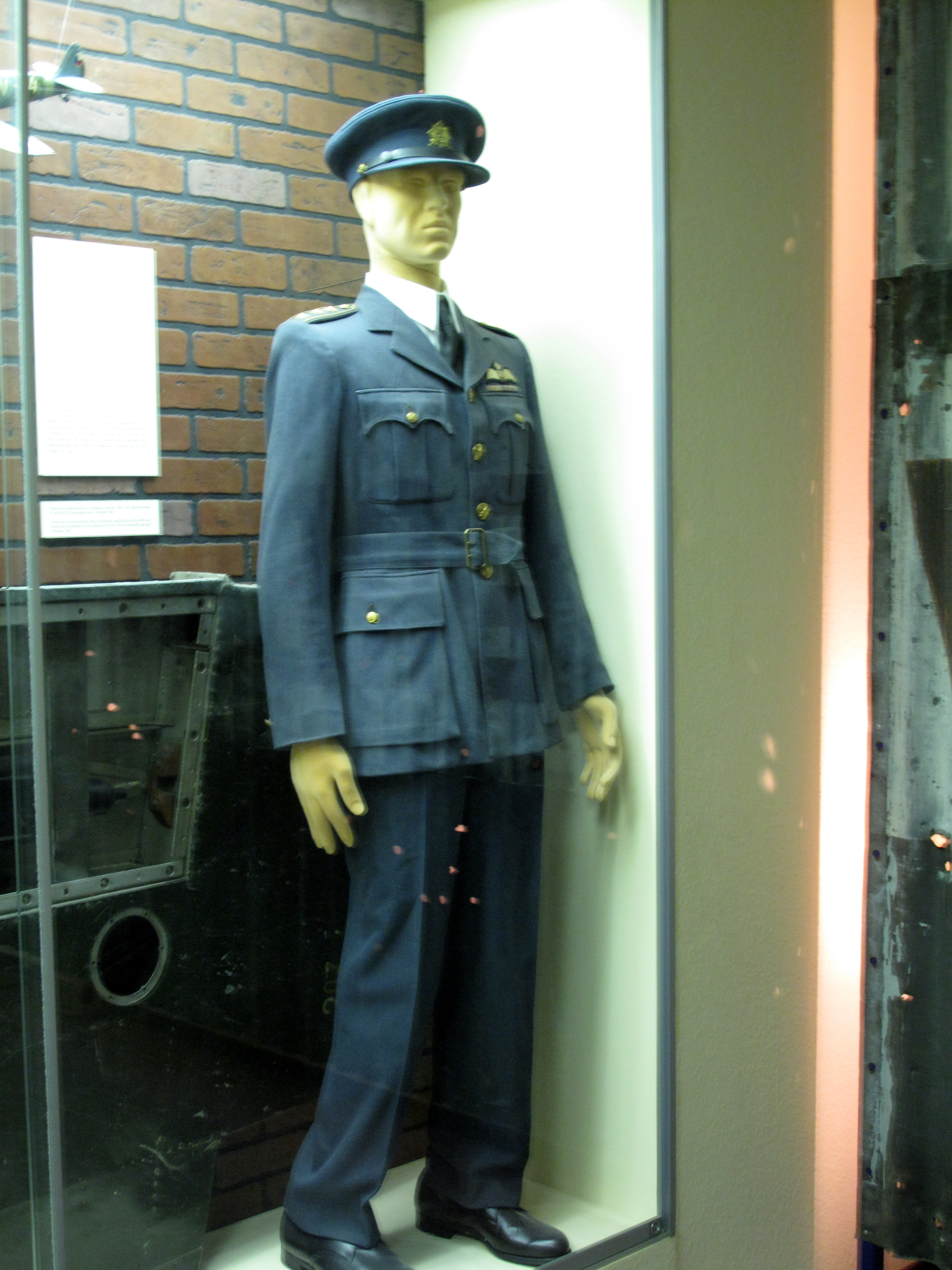
Pilote tchécoslovaque combattant au sein de la Royal Air Force
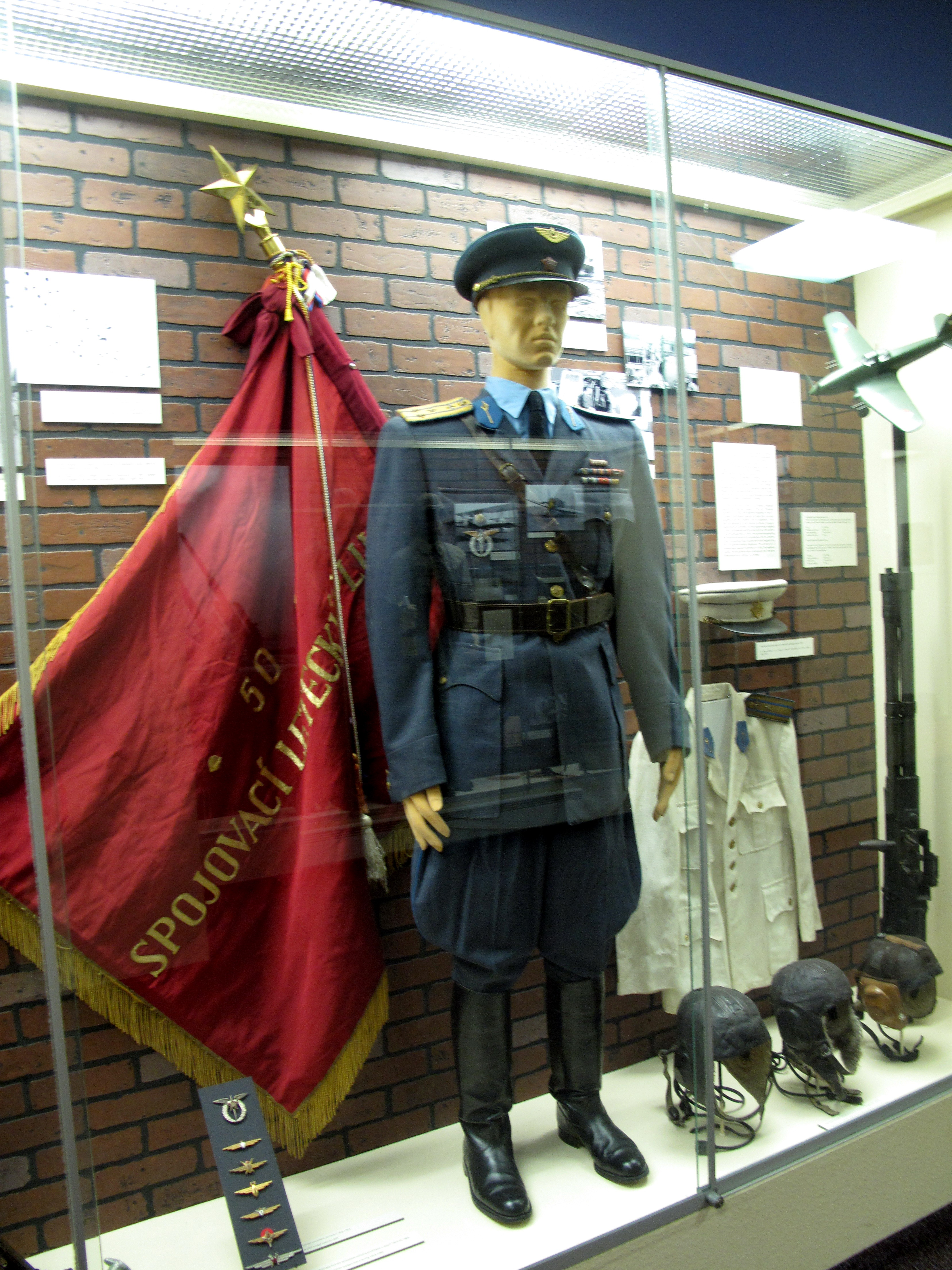
Pilote tchécoslovaque après-guerre

## Informations pratiques
Le musée est entièrement gratuit. Il est ouvert de mai à octobre, tous les jours de la semaine, sauf les lundis, de 10h à 18h.
Pour s'y rendre, il est possible de prendre les lignes de bus 185, 259, 269, 280, 302, 375, 376 ou 378 à partir de la station de métro Letňany. L'arrêt de bus Letecké muzeum est atteint en 10 minutes environ.